# محوطه شیخ عالی
محوطه شیخ عالی مربوط به عصر آهن است و در شهرستان چرداول، بخش شیروان، ۱/۵ کیلومتری غرب روستای آبزا واقع شده و این اثر در تاریخ ۷ اسفند ۱۳۸۶ با شمارهٔ ثبت ۲۱۲۷۱ به‌عنوان یکی از آثار ملی ایران به ثبت رسیده است.